# پایگاه هوایی ویلامور
 پایگاه هوایی ویلامور  (به انگلیسی: Villamor Airbase) یک فرودگاه با کد یاتا MNL است که یک باند فرود بتن دارد و طول باند آن ۳۷۳۷ متر است. این فرودگاه در شهر مانیل کشور فیلیپین قرار دارد و در ارتفاع ۲۳ متری از سطح دریا واقع شده است.